# Districte de Morlaix

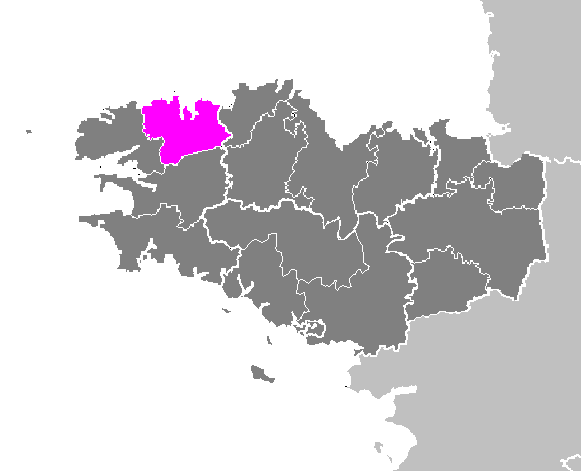
Districte de Morlaix

El Districte de Morlaix (bretó Arondisamant Montroulez) és un dels quatre districtes amb què es divideix el departament francès de Finisterre, a la regió de la Bretanya. Té 10 cantons i 60 municipis. El cap del districte és la sotsprefectura de Morlaix.

## Categoria
cantó de Landivisiau - cantó de Lanmeur - cantó de Morlaix - cantó de Plouescat - cantó de Plouigneau - cantó de Plouzévédé - cantó de Saint-Pol-de-Léon - cantó de Saint-Thégonnec - cantó de Sizun - cantó de Taulé